# Opistharsostethus quadripunctatus
Opistharsostethus quadripunctatus är en insektsart som beskrevs av Schmidt 1911. Opistharsostethus quadripunctatus ingår i släktet Opistharsostethus och familjen spottstritar. Inga underarter finns listade i Catalogue of Life.